# Ratzeburgia
Ratzeburgia es un género de plantas herbáceas de la familia de las poáceas. Es originario de Burma.

## Especies
- Ratzeburgia pulcherrima
- Ratzeburgia schimperi